# Cyberpunk
Cyberpunk-ul, fenomen care se sustrage mainstreamului, fie și cel al literaturii SF, este urmărit ca gest anarhic. Prezentul articol porneste de la lizibilitatea sa socială pentru a îl urmări ca act estetic ce reunește un status al ființei care se confruntă cu redefinirea coordonatelor sale esențiale: subiectivitate, timp, spațiu.
Zona ficționalului – din perspectivă fragmentară – va fi cu atât mai fertilă cu cât fenomenul în cauză, mișcarea cyberpunk, nu pare a dezvolta plenar acest șablon. Confruntarea cu vocația imperialistă a spiritului în contextul în care aceasta își ia drept punct de plecare un resort al reconfigurării ontologice nu mai permite o asemenea analiză superficială. E necesară contaminarea cu acest nou cadru de “lumesc” (Brian McHale), care lichidează orice referent și inaugurează o logică hyperrealului. Primul impact e crearea unui spațiu al acomodării în fața șocului tehnologic, a fenomenului digitalizării. Proiectul ficțional se transformă în interpretarea umană a unei realități umane. Un prim etaj al acomodării e cel al literaturii SF. Darko Survin o prezintă drept “un cadru imaginativ, alternativă la mediul empiric al autorului, o lume creată de înstrăinare și cunoaștere”, în timp ce Brian McHale o denumește “genul ontologic, prin excelență”. Motivația unei asemenea rupturi cu un mediu ficțional profund realist, din preajma anilor 1950 d.C. provine din nevoia de confruntare cu un fenomen masiv de rutinizare, de pierdere a individualității în cadrul societății de consum. “Afirmarea unui gen autonom în plină epocă a marelui realism eșuează. Acesta este construit ca un discurs despre lume din care lipsește semnificatul, iar literatura SF nu dispune de practicile ficționale ale literaturii canonice pentru a transforma această absență la nivel estetic în favoarea sa.
Anii 1970 inaugurează sfârșitul unei erei Autorului și implicit pe cea a Autorului multiplicat în text, ca imagine a disoluției sale. O dată cu acest fenomen se destramă liniaritatea, centralitatea, ierarhiile și se intrevede un apetit crescut pentru discursurile marginale. Cyberpunk-ul este un fenomen de contracultură, dar mai mult decât atât este un gest anarhic. Cultură a “delirului” (Paul Virilio), formă a artei de a răspunde tehnologiei, chiar formă revoluționară, dedicată destrămării oricărui liant ce semnalează realitatea drept consensus, cyberpunk-ul se vrea o manieră de blocaj în fața controlului de masă. Este “copilul-din-flori al șefului tehnologic al veacului 20” , formă hibridă de literatură, marcată generațional, mai mult produsul unei stări de spirit decât al unui proiect revoluționar (ulterior artistic). Cyberpunk-ul e lumea însăși devenită SF, o realitate definită electronic, care punctează un traseu în care natura devine cultură și cultura în cele din urmă cultura se transformă în sistem semiotic imanent. Nouă modalitate de formatare a lumii intens digitalizate, e spațiul simulacrului prin excelență. Cyberpunk-ul e narațiunea “modului tehnologic de a fi în lume” . Universul virtual nu e atât un metaunivers, situat dincolo de simțuri, căci presupune o implicare senzorială, cât un paraunivers, situat în vecinătatea celui real. Separarea ciberspațiului de realitatea virtuală e imposibilă întrucât ele sunt în interdependență, chiar în suprapunere a semnificaților. Văzută ca “utopie dialogică” (Frederic Jameson) această lume își conturează o poetică a genului în primul rând prin ruptura de literatura SF. Prima paradigmă care e supusă efasării presupune o eliminare a “posibilelor” puse sub semnul viitorului. Cyberpunk-ul operează cu un prezent continuu care se desfășoară în baza noțiunii de simultaneitate. Cel mai probabil timpul, dacă oricum e vidat de varianta sa cronologică, e privit ca mediu elastic, subiectiv, asemeni unui “event loop” care poate fi accesat în multitudinea pliurilor sale, inclusiv ca viitor care s-a întâmplat deja.
Ciberspațiul este modelul digital al unei geografii reale, nu prin raportare la un referent, ci prin consistență și determinări. Acest spațiu familiarizează individul cu lipsa de volum și materie, permite inclusiv pendularea eului între diferite praguri ale conștiinței sale. Situată între două dimensiuni : “Trupul e interfața ta” (William Gibson, Mona Lisa Overdrive) și “Nu există nimic acolo” (idem), lumea ciber dinamitează orbita referențială definitiv. Dacă modernitatea propunea o spațializare a timpului, această variantă ontologică postmodernă retemporalizează spațiul și locul în spațiu, supunându-se unei mobilități descentrate dată de circulația infomațională și de deplasarea nelimitată a plasamentului. Ubicuitatea absolută, “fleet in being” (Paul Virilio) devine “locația” unui stadiu postuman a aventurii lumii. Acesta cuprinde atât extra-umanul (rezultatele tehnologiei care perfectează), punctul “zero” al condiției umane (oamenii obișnuiți care populează “Lăbărțarea” din Neuromantul lui W. Gibson), cât și un deficit, un “minus” uman reprezentat de ființe instabile ontologic, create artificial. Ciberspațiul reunește prin urmare, aspectul impactului tehnologic asupra individului și realității sale, dispariția subiectului autonom și ideea transgresiunii granițelor dintre biologic și tehnologic. Date fiind aceste puncte de referință, Brian McHale pune accentul pe reorientarea ontologică a ficțiunii cyberpunk. Microlumile, eul centrifugal (automultiplicant), universul sintetic, traduc o paradigmă a pluralității ontologice, un univers fără lume, cu corolarele: timp fără temporalitate, spațiu fără spațialitate, dar în același timp pun problematica dorinței de a suprima sentimentul solitudinii “imanente și fără orizont pe care o presupune pierderea proprietății de lume.”

O interpretare a ploii digitale, similară imaginilor utilizate la Ghost in the Shell și, mai târziu, la The Matrix.

## Vezi și
- Listă de lucrări cyberpunk
- Dieselpunk